# 宗華
宗華（1944年4月2日—2023年4月25日），原名鄒忠智，香港及臺灣男演員。原籍山東，出生於香港，後赴臺灣升學，在校時已是話劇台柱，服兵役期間，曾跟隨軍隊環島演出話劇或歌劇，1966年得過全國國軍文藝最佳演員獎，因而有機會參加中影的彩色戰爭電影《壯志凌雲》(柯俊雄主演)。1968年由台灣來香港加入邵氏當基本演员，先後演出《獨臂刀王》、《燕娘》、《大軍閥》、《俠义雙雄》、《新啼笑因緣》、《流星蝴蝶剑》等，《流星蝴蝶剑》被誉为著名武侠片导演楚原的代表作。
七十年代後期，宗华回到台湾发展，1980年代初期淡出幕前，以导演或制作人身份转投电视圈，作品包括《楊貴妃》、《西施》、《八千里路雲和月》、《一門英烈穆桂英》等劇。1990年代中期後，淡出演藝圈，移居美國十多年。2011年復出主演民視八點檔《父與子》，2013年演出接檔的《風水世家》。
2023年4月26日，宗華在臺灣寓所於睡夢中離世，享年79歲。

## 家庭
宗華在2歲時，父親即因病去世。有過兩段婚姻。於民視八點檔《父與子》開拍前認了五名乾子女，分別是沈世朋、方馨、唐豐、傅子純、陳宇風。其兄是鄒森，同為知名演員。

## 演出作品

### 電視劇
| 年份   | 頻道 | 劇名                                   | 角色   | 備註               |
| 1980年 | 台視 | 《楊麗花歌仔戲－薛平貴》               | 張峰   |                    |
| 1980年 | 台視 | 《大野遊龍》                           | 龍行空 | 每3集為一單元      |
| 1985年 | 華視 | 《一代佳人》                           | 宗耀龍 | 兼製作人、導演     |
| 1985年 | 華視 | 《紅粉佳人》                           |        | 製作人、導演       |
| 1986年 | 華視 | 《楊貴妃》                             | 唐玄宗 | 兼製作人           |
| 1986年 | 華視 | 《新西螺七劍》                         |        | 製作人、導演       |
| 1986年 | 華視 | 《少林弟子》                           |        | 製作人、導演       |
| 1987年 | 華視 | 《西施》                               | 范蠡   | 兼製作人           |
| 1988年 | 華視 | 《八千里路雲和月》                     |        | 導演、製作人       |
| 1988年 | 華視 | 《一門英烈穆桂英》                     |        | 導演、製作人       |
| 1991年 | 華視 | 《少年張三丰》                         |        | 導演、製作人       |
| 1994年 | 台視 | 《楊麗花歌仔戲－洛神》                 |        | 製作人、編劇、導演 |
| 2011年 | 民視 | 《父與子》                             | 李三元 |                    |
| 2013年 | 民視 | 《風水世家》                           | 蕭傳宗 |                    |
| 2013年 | 中視 | 《愛情急整室》                         | 韓伯恩 |                    |
| 2019年 | 台視 | 《楊麗花歌仔戲－忠孝節義 ~路遙知馬力》 |        | 導演               |

### 電影
| 年份   | 劇名               | 角色   | 合作演員                                       |
| 1969年 | 獨臂刀王           | 盧達   | 王羽、焦姣、田豐、谷峰                         |
| 1969年 | 相思河畔           |        | 金漢、胡燕妮                                   |
| 1969年 | 燕娘               | 趙英傑 | 秦萍、黃宗迅、王俠                             |
| 1970年 | 一池春水           |        | 井莉、楊志卿、王萊                             |
| 1971年 | 鬼太監             | 朱錦   | 白鷹、焦姣、茅瑛、王俠、羅維                   |
| 1971年 | 金印仇             | 戴天仇 | 汪萍、谷峰、于楓                               |
| 1971年 | 夜合花             |        | 丁珮、王萊、于楓                               |
| 1971年 | 火併               |        | 金漢、凌波、汪萍、羅烈                         |
| 1972年 | 風月奇譚           |        | 貝蒂、劉午琪、劉丹                             |
| 1972年 | 大殺手             |        | 井淼、姜南、金漢、汪萍                         |
| 1972年 | 玉女嬉春           | 江慶良 | 丁珮、秦沛、陳依齡                             |
| 1972年 | 葫蘆神仙           |        | 楊志卿                                         |
| 1972年 | 大軍閥             |        | 許冠文、狄娜、胡錦、何莉莉、姜南、李香琴、朱牧 |
| 1973年 | 小雜種             |        | 井淼                                           |
| 1973年 | 七十二家房客       | 手車夫 |                                                |
| 1973年 | 盜兵符             | 信陵君 | 張斌、王俠、夏凡、詹森                         |
| 1973年 | 桃色經紀           | 胡天   | 貝蒂、劉午琪、孫仲、林伊娃                     |
| 1973年 | 丹麥嬌娃           |        | 李菁、碧蒂杜芙、葉靈芝、奥利蘇托夫             |
| 1973年 | 蕩女奇行           |        | 陳萍、李菁                                     |
| 1974年 | 朱門怨             | 楊志英 | 井莉、岳華、李菁 、凌雲、盧婉茵                |
| 1974年 | 大摩天嶺           |        | 歸亞蕾、金漢、唐威、徐楓                       |
| 1974年 | 舞衣               |        | 何莉莉、井莉、岳華、徐楓、凌雲                 |
| 1974年 | 癡情玉女           |        | 曹健、孫越、葛香亭、傅碧輝、徐楓、鄒森         |
| 1975年 | 新啼笑因緣         | 樊家樹 | 李菁、井莉、施思                               |
| 1975年 | 捉姦趣事           |        | 谷峰、田青、楊志卿、岳華、李菁                 |
| 1975年 | 醒目雙星香港淘金記 |        | 苗可秀、梁醒波                                 |
| 1975年 | 同居               | 顧晨風 | 林珍奇、劉慧玲、王萊、韋弘                     |
| 1976年 | 流星蝴蝶劍         | 孟星魂 | 井莉、谷峰、岳華                               |
| 1976年 | 賭王大騙局         | 沙通   | 陳觀泰、谷峰、陳萍                             |
| 1977年 | 一代俠女           |        | 陳鴻烈、夏玲玲、徐楓                           |
| 1977年 | 阿Sir‧毒后‧老虎槍  |        | 爾冬陞、余莎莉、陳萍、岳華                     |
| 1977年 | 蕩婦冤魂           |        | 邵音音、劉慧茹、王俠                           |
| 1977年 | 人蛇鼠             | 莊士德 | 蕭瑤、韋弘                                     |
| 1977年 | 決殺令             |        | 姜大衛、井莉、谷峰、劉慧玲、陳惠敏             |
| 1977年 | 絕不低頭           | 黑豹   | 劉永、苗可秀                                   |
| 1977年 | 搵食三十六計       |        | 王俠、野峰                                     |
| 1978年 | 七十二煞星         |        | 龍飛、衛子雲、苗天、陳星、白鷹                 |
| 1978年 | 身形拳法與步法     |        | 孟飛、戚冠軍、游天龍、梁家仁、方芳、王寶玉     |
| 1978年 | 神鷹飛燕蝴蝶掌     |        | 戚冠軍、游天龍、劉藍溪、羅烈、岳華             |
| 1978年 | 新安平追想曲       |        | 王釧如、石峰、岳陽                             |
| 1978年 | 劍氣神龍           |        | 孟飛、龍君兒、魯平                             |
| 1978年 | 大鷹王             |        | 張復建、覃恩美、蘇真平、陳瑋齡                 |
| 1979年 | 春之晨             |        | 范丹鳳、謝玲玲                                 |
| 1979年 | 枯月流星斬         |        | 龍飛、陳莎莉、胡錦、陳星、譚道良               |
| 1979年 | 功夫大拍賣         |        | 蘇真平、高鳴、萬里鵬、石天                     |
| 1979年 | 浪子神劍           |        | 王冠雄、龍君兒                                 |
| 1979年 | 龍門五鐵衛         |        | 王冠雄、戚冠軍、龍飛、王道                     |
| 1979年 | 小樓殘夢           |        | 井莉、凌雲                                     |
| 1979年 | 夢中劍             |        | 岳華、苗可秀、龍君兒                           |
| 1980年 | 碧血洗銀槍         |        | 汪萍、孟飛、龍君兒、田鵬                       |
| 1980年 | 緊迫盯人           |        | 王孫、田野、龍君兒                             |
| 1981年 | 賭王鬥千王         |        | 王冠雄、施思、胡慧中、凌雲、楊惠姍             |
| 1981年 | 天龍大遊俠         |        | 田青、馬如風、馬沙、王寶玉、王俠               |
| 1981年 | 月異星邪           |        | 王冠雄、白鷹                                   |
| 1981年 | 蓋世奇花           |        | 歸亞蕾、張玲、葛小寶、王俠                     |
| 1981年 | 十張王牌           |        | 姜大衛、楊惠姍、方正                           |
| 1981年 | 賭王群英會         |        | 井莉、胡慧中、施思、凌雲                       |
| 1981年 | 教兄               |        | 歸亞蕾、楊惠姍、張佩華、周丹薇                 |
| 1981年 | 流氓千王           |        | 李修賢、陳萍、艾飛、王鍾                       |
| 1981年 | 清洪幫             |        | 王冠雄、王俠、楊惠姍                           |
| 1981年 | 賭王千王群英會     |        | 茅瑛、谷峰、楊惠姍、凌雲、井莉、李修賢         |
| 1982年 | 超級勇士           |        | 王復室、應采靈、周丹薇、胡慧中、田鵬、徐明     |
| 1982年 | 新飛天神童         |        | 陸一龍、巴戈、張詠詠、劉夢燕                   |
| 1982年 | 牛足夫人           |        | 葛香亭、巴戈、何玉華、劉夢燕                   |
| 1982年 | 黑鷹的古刀         |        | 田鵬、汪萍、戚冠軍、慕思成                     |
| 1983年 | 賭王鬥千王續集     |        | 王冠雄、劉德凱、歸亞蕾、陸一龍、茅瑛           |